# Fanny Schoonheyt

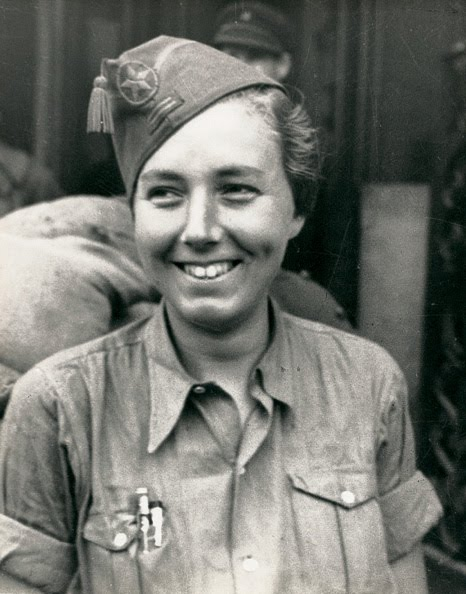
Fanny Schoonheyt, 1937

Fanny Schoonheyt (* 15. Juni 1912 in Rotterdam; † 23. Dezember 1961 ebenda) war eine niederländische Widerstandskämpferin während des spanischen Bürgerkriegs, wo sie auf Seiten der Republikaner kämpfte. Dies verschaffte ihr sowohl in spanischen als auch niederländischen Kreisen Berühmtheit als „Königin des Maschinengewehrs“.

## Biographie
Fanny wurde als einzige Tochter des Handelsmanns Jules Alphons Schoonheyt und der aus Isselhorst in Westfalen stammenden Nähatelierbesitzerin Johanne geb. Gehring geboren. Ihre berufliche Karriere begann als Sekretärin bei der niederländischen Zeitung Nieuwe Rotterdamsche Courant.
Noch Ende 1934 beschloss sie ein Verlassen ihres Heimatlandes. Sie zog nach Spanien und wohnte in der Altstadt Barcelonas. Sie war dort als Auslandskorrespondentin tätig. Wegen der dort dominierenden faschistischen Strömungen, schloss sich Schoonheyt, mehr und mehr dem Antifaschismus zugewandt, der PSUC (Partit Socialista Unificat de Catalunya; deutsch etwa: „Sozialistische Einheitspartei Kataloniens“) an. Aus dieser Motivation heraus trat sie der Widerstandsrebellion gegen Francos Regime bei.
Nachdem Francos Truppen 1939 gewonnen hatten, beschloss sie, in die Dominikanische Republik zu ziehen. Dort wurde 1940 ihre einzige Tochter geboren. 1947 wurde sie deportiert. Sie wohnte daraufhin bis 1957 in Curaçao. Unter dem Namen Fanny Lopez baute sie sich dort ein Leben als Fotografin auf. Es folgte eine Heimkehr in die Niederlande. 1961 erlag sie dort einem Herzinfarkt.